# Foreign Affairs Latinoamérica
Foreign Affairs Latinoamérica, anteriormente Foreign Affairs en Español, es una revista de México publicada por el Instituto Tecnológico Autónomo de México (ITAM). 

## Descripción
La revista fue fundada por Rafael Fernández de Castro y Rossana Fuentes Berain en 2001, con el título Foreign Affairs en Español, que cambió por el actual de Foreign Affairs Latinoamérica en 2008. En 2011 empezó a publicar una versión digital.
Se caracteriza por tratar temas de actualidad de carácter internacional, en especial de América Latina.
El contenido de Foreign Affairs Latinoamérica incluye tanto artículos traducidos publicados previamente en Foreign Affairs como material original. La revista tiene periodicidad trimensual y se distribuye en América Latina, Estados Unidos y España.
- Datos: Q5863809